# Zòpir (artista)
Zòpir (en llatí Zopirus, en grec antic Ζώπυρος) fou un artista grec. que treballava la plata.
Va florir en temps de Gneu Pompeu Magne, és a dir de la meitat del segle I aC en endarrere. Es conserven dues copes, que representen el judici d'Orestes a l'Areòpag que es van valorar en dotze mil sestercis. Plini el Vell el cita a la seva Naturalis Historia (33.12): "Zopyrus, qui Arcopagitas et judicium Oreslis in duobus scyphis [caelavit] H. S. XII. aestimatis".